# Camille Borghèse
Pour les autres membres de la famille, voir Famille Borghese.
Camille Borghèse (Camillo Filippo Ludovico Borghese), né le 19 juillet 1775 à Rome et mort le 10 avril 1832 à Florence, prince romain, prince de l'Empire, était général d'Empire et beau-frère de Napoléon Ier.

## Biographie
Camille Borghèse, de l'illustre famille de ce nom, originaire de Sienne, alliée de plusieurs maisons souveraines et qui a donné à l'Église un pape (Paul V), et beaucoup de cardinaux, naquit à Rome, en 1775. Il est le fils aîné du prince Marcantonio IV Borghese, connu pour son amour pour les arts, et qui a beaucoup ajouté aux richesses de sa famille en tableaux, statues et monuments de tous les genres, accumulés par plusieurs générations dans les magnifiques galeries connues sous le nom de Villa Borghese, où ils ont formé pendant longtemps un des plus beaux ornements de l'ancienne capitale du monde. Le prince Marc-Antoine a un second fils, François, prince Aldobrandini. Tandis que Marc-Antoine se prononce hautement contre les principes de la Révolution française, ses deux fils, au contraire, en embrassent la cause avec chaleur.

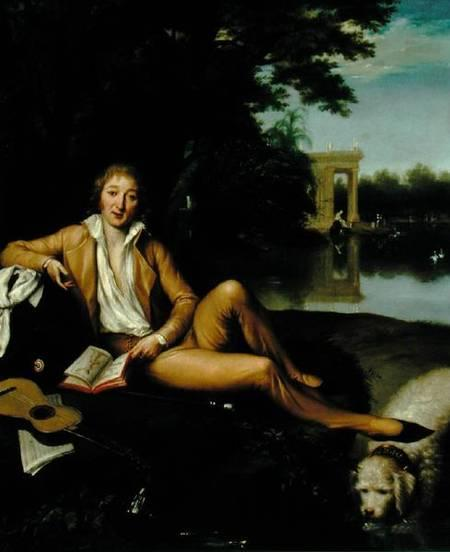
Portrait du prince Camillo Borghese (Bernardino Nocchi, 1799).

### Débuts et carrière sous l'empire napoléonien
Lorsque les Français se rendirent maîtres de Rome (1798), les deux Borghèse se joignirent à la population qui brûlait les titres de noblesse sur la place publique. Les princes prennent du service dans les rangs de l'armée révolutionnaire française et contribuent vaillamment à la défense de cette ville, qui, ensuite, est assiégée et prise par les Napolitains le 27 novembre 1798. Contraints de se cacher pour se soustraire à la vengeance des vainqueurs et à la haine de leurs ennemis politiques, les deux frères n'en restent pas moins fidèles à la France, sur laquelle ils fondent l'espérance de la régénération de l'Italie.
En 1803, sur les conseils de Joachim Murat, Camille se rend à Paris, auprès du premier Consul. Le général Bonaparte, frappé de l'enthousiasme que lui montre le jeune prince, l'accueille avec la plus grande faveur ; et comme il entre déjà dans ses projets d'allier les membres de sa famille aux premières maisons de l'Europe, il marie le prince avec sa seconde sœur, Pauline, veuve du général Leclerc, mort de la fièvre jaune à Saint-Domingue. La cérémonie est célébrée à Mortefontaine, le 14 brumaire an XII (6 novembre 1803). Cette union n'est pas heureuse : les deux époux habitent rarement les mêmes lieux, et n'ont point d'enfants.
Le 27 mars 1805, un décret du Sénat conservateur accorde au prince Camille la jouissance des droits de citoyen français. Napoléon le crée prince français et le décore du grand-cordon de la Légion d'honneur.
Lors de la reprise des hostilités avec l'Autriche, il est d'abord nommé chef d'escadron dans la Garde impériale, ensuite colonel, puis enfin créé prince français et duc de Guastalla le 30 mars 1806. Il accompagne Napoléon pendant les campagnes d'Allemagne (1805), de Prusse (1806) et de Pologne (1807), et se distingue par son courage dans la campagne contre les Prussiens et les Russes.
En 1806, c'est vers lui que Napoléon Ier se tourne pour une mission aussi délicate que difficile : il est envoyé à Varsovie pour insurger les Polonais contre l'empereur de Russie, en les séduisant par des promesses illusoires. Le négociateur ne réussit que trop bien dans une mission aussi délicate. On sait comment ce pays, qui aspire à l'indépendance, est détrompé, lorsque, au commencement de 1810, Napoléon, en épousant l'Impératrice Marie-Louise, sacrifie les intérêts de la Pologne à l'ambition de la maison d'Autriche.
En 1807, le prince Borghèse charge à la tête de son régiment 8 escadrons russes qui se portent sur Wittenberg, les met en fuite et fait 100 prisonniers, dont 3 capitaines et 8 officiers.

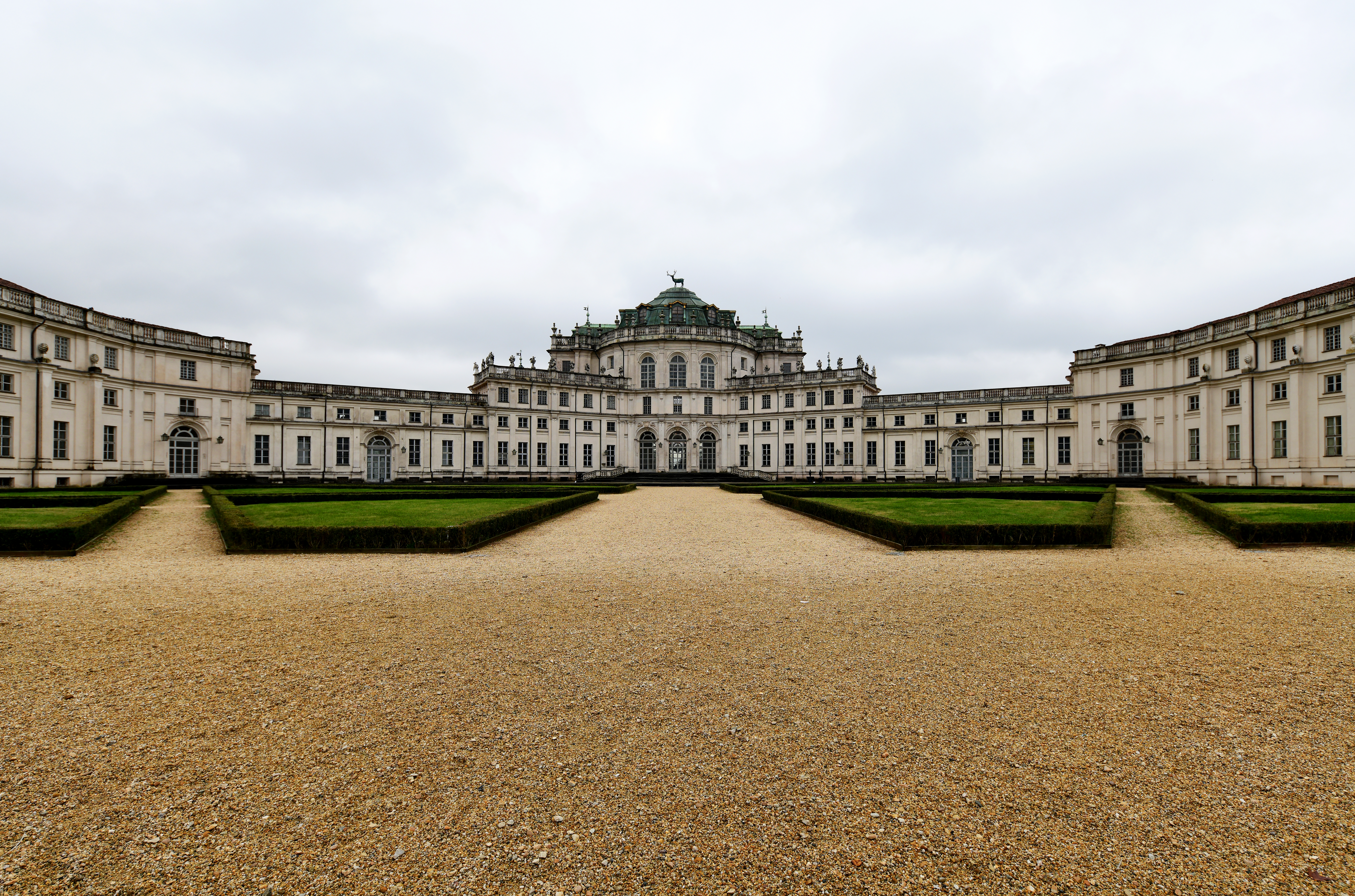
Le pavillon de chasse de Stupinigi, séjour du gouverneur-général des départements au-delà des Alpes.

Après la paix de Tilsitt, l'empereur le nomme gouverneur-général des départements au-delà des Alpes (grand dignitaire de l'Empire), chargé du gouvernement du Piémont, avec 1 million de traitement. Cette somme, jointe aux immenses revenus qu'il tire de ses propres biens, lui permet de tenir à Turin un rang digne de sa haute position. Il ne tarde pas à conquérir la sympathie de la population. Cette somptuosité fait aimer son administration dans cette contrée, où il donne de belles soirées et des fêtes splendides, recevant tout ce qu'il y a de plus considérable et s'environnant d'un luxe véritablement « asiatique ». Rien de tout cela ne peut séduire sa femme. Elle persiste, sous prétexte de maladie ou par d'autres motifs, à rester en France, et rarement on la voit à Turin. Le dévouement du prince Borghèse aux intérêts du pays lui concilie la confiance des habitants ; cependant, la princesse Pauline n'essaie jamais de partager cette popularité en rejoignant son époux. Les formes de l'administration des départements au-delà des Alpes sont aussi douces que le permet la législation impériale ; mais les violences que celle-ci prescrit souvent ne sont en général pas imputées au prince Camille, dont la réticence à les faire exécuter n'est ignorée de personne.
C'est à cette époque, en 1807, que Napoléon a acquis du prince Borghèse une grande partie de ses monuments de sculpture, pour huit millions de francs.

### Après la chute de l'empire napoléonien
Le 19 avril 1814, le prince Camille doit reconnaître la chute du Premier Empire et le retour de la monarchie des Bourbons en France. Peu de temps après, il capitule devant le général commandant les forces autrichiennes, comte de Bubna. Il doit lui remettre toutes les places du Piémont.
Après l'abdication de Napoléon, il cesse toute relation avec la famille Bonaparte, et se sépare de sa femme, dont il a à se plaindre pour cause de très nombreuses infidélités conjugales devenues publiquement connues. Puis il vend sa terre de Lucedio, en Savoie, se retire d'abord à Rome (il était né sujet du pape), puis à Florence, dans un immense palais qu'il tient de ses aïeux, où il fixe sa résidence. Il y mène dans le luxe une vie douce et paisible, auprès du grand-duc de Toscane, qui lui témoigne sa bienveillance.
Il accorde cependant à Pauline Bonaparte, son épouse séparée, la permission d'habiter le palais romain des Borghèse et veille à ce qu'on y pourvoie à ses besoins. Quelque temps avant la mort de celle-ci en 1825, il se laissa fléchir et la reçut dans son palais de Florence, où elle finit ses jours.
Pendant son séjour à Rome en 1826, il est aimablement reçu par le pape Léon XII, fermant les yeux sur tout ce que le Saint-Siège avait à reprocher au prince sous le pontificat du pape Pie VII. Voulant oublier le passé, en 1826, le souverain pontife le charge même d'aller offrir, en son nom, au roi de France Charles X une précieuse table de déjeuner en mosaïques figurant le bouclier d'Achille.Le prince accepte cette mission, et remet, accompagné du nonce apostolique, le présent pontifical au roi à Saint-Cloud le 28 juillet 1826. À cette occasion, il est très bien accueilli par la famille royale et la cour,  malgré tout ce que celle-ci avait également à lui reprocher sur le chapitre de sa collaboration active avec le régime napoléonien. À Paris, le prince achète en France beaucoup de tableaux, entre autres la Vénus du Corrège, dont il enrichit encore la galerie Borghèse, à Rome. À son retour, il va rendre compte de sa mission au pape, puis retourne dans son palais de Florence qu'il préfère à sa résidence romaine.
Borghèse est veuf depuis le 9 janvier 1825. Il meurt, à Florence le 10 avril 1832. Son frère, le prince Aldobrandini hérite de sa fortune.

### Collection de la Villa Borghèse et acquisition de 1807
C'est en 1807, que le gouvernement français, désireux de réunir dans le Musée impérial de Paris le plus de statues et autres antiquités qu'il lui serait possible, achète au prince Borghèse, par décret impérial du 27 septembre 1807 et sous la contrainte, 322 des objets les plus estimés qui décorent depuis longtemps la Villa Borghèse, dont les plus remarquables sont le Gladiateur, le Sauroctone Borghèse, les deux Hermaphrodites, Bacchus, Hercule, le vase Borghèse, etc, le tout étant estimé à une valeur financière sous-évaluée (8 millions de francs), unilatéralement fixée par le côté français. Le prince dut s'y soumettre par la force des choses, et ne fit envoyer les objets à Paris que très lentement, entre 1808 et 1813, soit un an avant la chute de Napoléon. Celui-ci dédommagea également le prince par la cession de quelques biens nationaux dans le Piémont, dont l'abbaye de Lucedio, près de Verceil.
Après la chute de Napoléon, l'ancien roi de Sardaigne, Victor-Emmanuel Ier de Savoie, rentré en possession de ses États en 1815, fit aussitôt séquestrer ces propriétés cédées au prince Borghèse, car lui appartenant de droit souverain avant que Napoléon les lui enlève. Le prince Borghèse se vit alors en droit de reprendre une moitié des objets qu'il avait cédés à la France sous contrainte. La question est décidée par les ambassadeurs des puissances alliées présentes à Paris. En vertu du traité de Paris (1815) conclu le 20 novembre 1815, avec l'Autriche, la Grande-Bretagne, la Prusse et la Russie, le prince Borghèse recouvre une partie des précieux ouvrages de la villa Borghèse dont on ne lui avait pas payé la juste valeur, les autres restant encore aujourd'hui au musée du Louvre.

## État de service
- Chef d'escadrons le 19 juillet 1805 ;
- Colonel le 27 décembre 1805 ;
- Général de brigade le 14 mai 1807 ;
- Affecté à la Grande Armée du 24 septembre 1806 au 24 février 1808 ;
- Général de division le 23 janvier 1808 ;
- Gouverneur général des départements au-delà des Alpes (27e et 28e divisions militaires) du 24 février 1808 au 27 avril 1814 ;
- Commandant des Gardes nationales des départements de Gênes et des Apennins du 3 septembre 1808 au 27 avril 1814 ;
- Général en chef de l'armée de réserve d'Italie du 13 décembre 1813 au 27 avril 1814 ;
- Démissionne du service de la France le 9 août 1814.

## Campagnes
- Campagne d'Allemagne (1805) :
  - Bataille d'Austerlitz ;
- Campagne de Prusse (1806) ;
- Campagne de Pologne (1807).

## Faits d'armes
- Wittenberg (1807).

## Autres fonctions
- Grand dignitaire de l'Empire : Gouverneur Général des départements au-delà des Alpes du 24 février 1808 au 27 avril 1814.

## Titres
- Prince Borghese ;
- 6e prince de Sulmona (1800) ;
- 7e Prince de Rossano ;
- Prince de l'Empire (1805) ;
- Duc de Guastalla (30 mars 1806).

## Décorations
- Légion d'honneur[3] « Notice LH/297/3 », base Léonore, ministère français de la Culture :
  - Officier de la Légion d'honneur (17 janvier 1805),

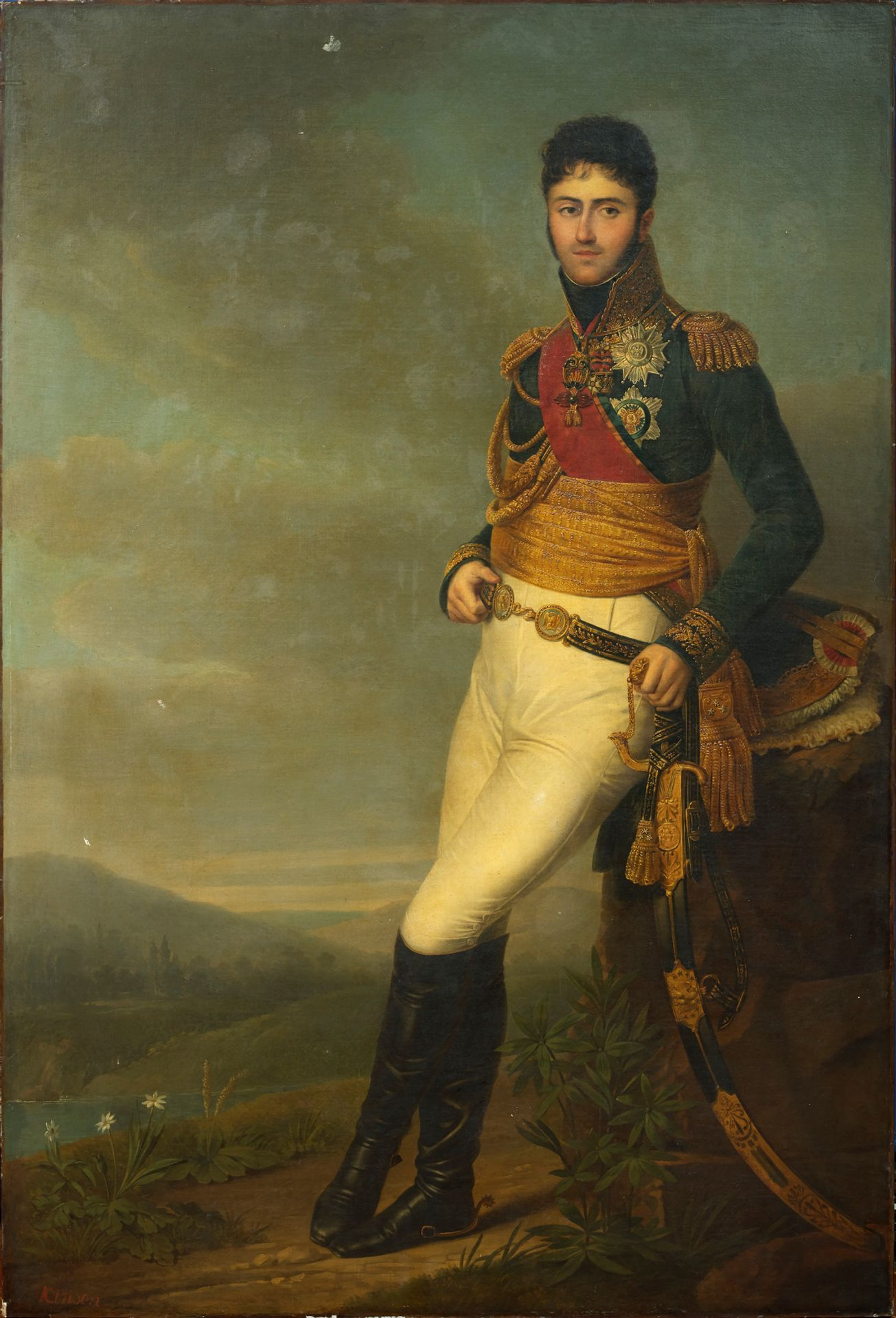
François-Joseph Kinson, Le Prince Camille Borghèse, duc de Guastalla, en uniforme de général de division, portant la Toison d'or et les insignes de grand croix de la Légion d'honneur et de la Couronne de Fer, Salon de 1808

  - Grand aigle de la Légion d'honneur (10 février 1805), réhabilité dans cette dignité le 28 novembre 1825,
  - Grand collier de la Légion d'honneur (10 février 1805),
  - Membre du grand conseil de la Légion d'honneur (1810).
- Ordre de la Couronne de Fer d'Italie :
  - Grand dignitaire (20 février 1806).
- Ordre impérial autrichien de la Couronne de Fer : 
  - Chevalier de Ire classe (1823)[4].
- Chevalier de l'Ordre espagnol de la Toison d'or (18 juin 1805).
- Ordre royal des Deux-Siciles :
  - Grand-croix (9 novembre 1808).
- Ordre de la Couronne de Westphalie :
  - Grand commandeur (1er janvier 1810).
- Ordre de la Réunion : 
  - Grand-croix (22 février 1812).
- Ordre de Saint-Joseph de Toscane : 
  - Grand-croix[5].

## Armoiries
| Figure               | Blasonnement |
| Blason des Borghèse. | Armes des Borghese : D'azur, à un dragon ailé d'or (Borghesi), au chef du même, chargé d'une aigle de sable, becquée, membrée et couronnée du second (Saint-Empire). |
|                      | Armes du prince de Guastalla Parti : au I, d'azur, à un dragon ailé d'or (Borghesi), au chef du même, chargé d'une aigle de sable, becquée, membrée et couronnée d'or (Saint-Empire) ; au II, de gueules à l’ombrelle à galons de gueules et d'or, sommée d'un globe crucifère d’or, la tige en forme de lance chargée de deux clefs en sautoir avec les pannetons tournés vers l'extérieur et vers le haut, l'une d’or et l'autre d’argent, liées de gueules (gonfalonnier de l'Église) ; au chef de prince souverain brochant. |

## Vie familiale
Camille Borghèse est le fils de Marcantonio IV Borghese (14 septembre 1730 - Rome † 18 mars 1800 - Rome), prince Borghese, 5e prince de Sulmona (1800), prince Rossano, sénateur de la République romaine et de Anna Maria Salviati (9 octobre 1752 - Rome † 29 juin 1809 - Rome).
Il épouse le 6 novembre 1803 à Mortefontaine, Pauline Bonaparte (1780 † 1825), duchesse de Guastalla, mariage resté sans postérité.
On lui attribue la paternité biologique de Mgr Félix Dupanloup.
Camille Borghèse est le frère aîné de François Borghèse (1776 † 1839), prince Aldobrandini.